# Eric Bellinger
Eric Bellinger, Jr., född 27 mars 1984, är en amerikansk sångare, låtskrivare och skivproducent från Los Angeles, Kalifornien.
Bellinger började skriva låtar år 2010. Sånger han medförfattat inkluderar "Lemme See" av Usher, "New Flame" av Chris Brown, You Don't Know av Tank, "Right Here" av Justin Bieber och "Disrespectful" av Trey Songz. År 2011 vann Bellinger en Grammy för kategorin Best R&B Album, för sitt bidrag till Chris Browns album "F.A.M.E.". År 2014 släppte Bellinger sitt debutalbum "The Rebirth". Han släppte sina EP:s "Eric B for President: Term 1" år 2016 och "Eric B for President: Term 2" år 2017.